# Кренёв, Борис Сергеевич
Борис Сергеевич Кренёв (11.06.1909, Санкт-Петербург — 11.06.1977, Ленинград) — советский инженер-технолог, лауреат Ленинской премии.

## Биография
Окончил Ленинградский технологический институт (1930).
Работал на Ленинградском заводе № 4 им. М. И. Калинина (производство взрывателей) с 1930 г. до его эвакуации в июле 1941 года: планировщик цеха, зав. плановым бюро, мастер, старший мастер, инженер, начальник ремонтно-механического, станкостроительного цехов, главный механик, главный инженер. Был одним из организаторов цеха станкостроения.
В 1941—1945 — главный механик завода № 144 в Казани, где за 3 месяца было восстановлено производство взрывателей на эвакуированном из Ленинграда оборудовании.
С 1945 года — снова главный механик, далее — главный инженер Ленинградского завода им. М. И. Калинина. Конструктор станков, автор многих изобретений.
Ленинская премия 1959 года — за информационно-цифровую машину «Кварц» (космическая программа) как ответственный за выпуск.
Руководил переносом в загородную зону цехов по производству взрывателей (1963—1967).
С 1970 года — на пенсии.